# بام سبز (لاهیجان)
بام سبز محلی تفریحی در شهر لاهیجان در استان گیلان ایران است.

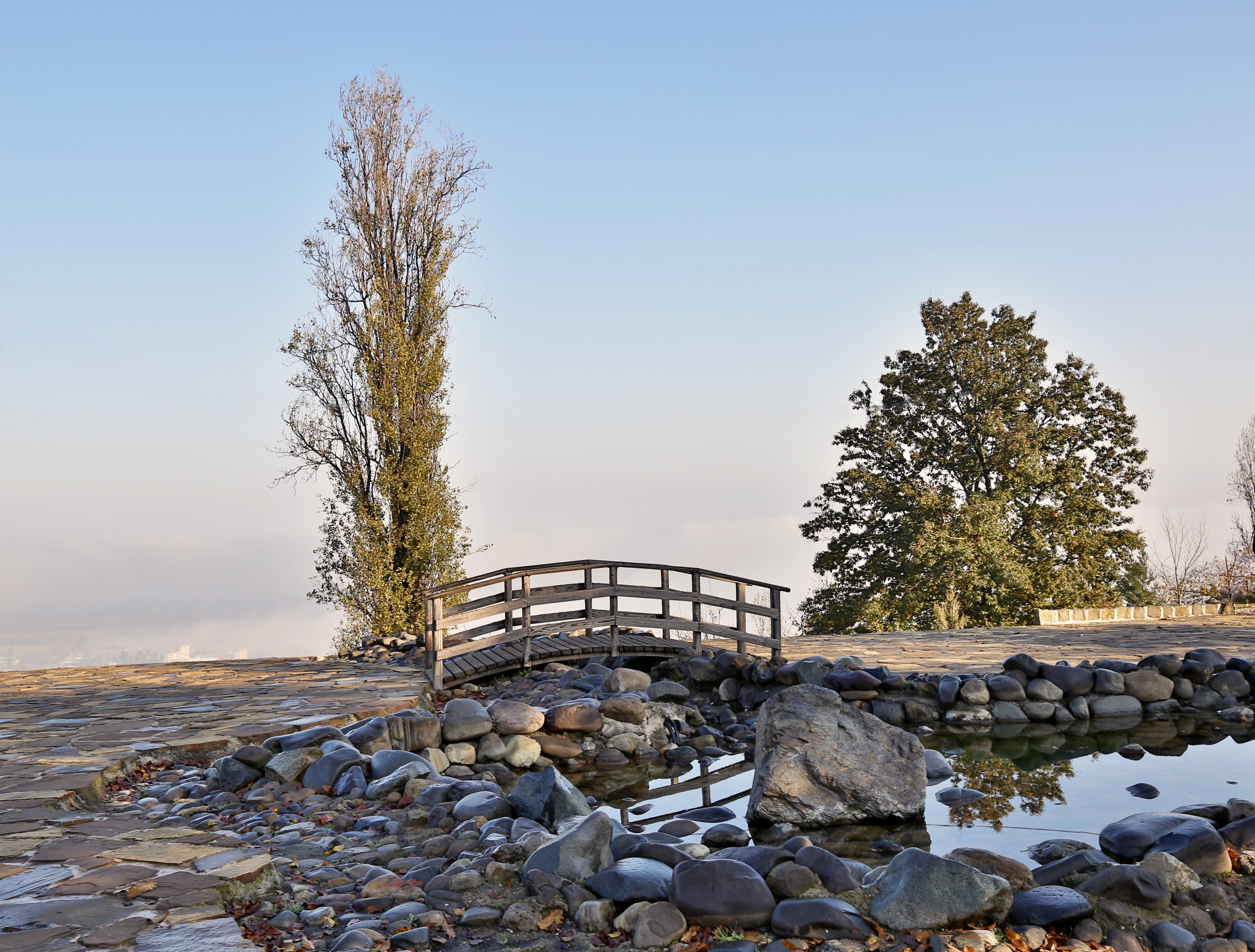
بام سبز لاهیجان از نمایی دیگر

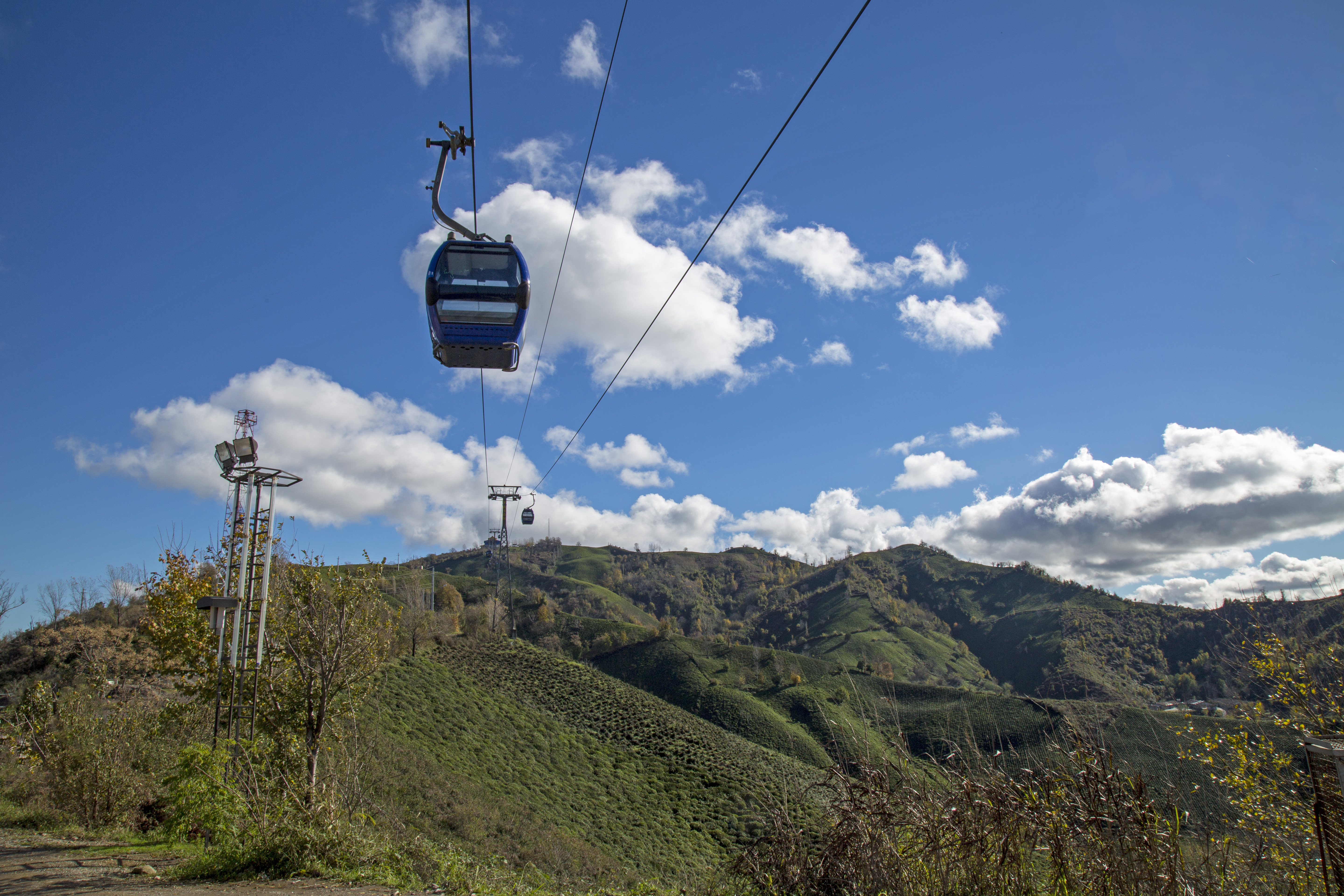
بام سبز لاهیجان (شیطان کوه)

این فضای مسطح در مسیر بالای شیطان‌کوه وجود دارد و به بام سبز لاهیجان مشهور است.
این محوطه سبز به وسیله گذرگاهی به قسمت جنوبی پای کوه منتهی می‌شود. از بام سبز حدود هزار پله سیمانی تا پای کوه تعبیه شده که یکی از مسیرهای منتهی به بام سبز است.
در کنار بام سبز طرح تله‌کابین بام سبز لاهیجان به عنوان نخستین تله‌کابین گیلان راه‌اندازی شده‌است. این طرح با هدف توسعه گردشگری ایجاد شده و ظرفیت جابه‌جایی سالانه ۹۶۸ هزار نفر برای آن پیش‌بینی شده‌است. مسیر حرکت تله‌کابین به نحوی طراحی شده که از داخل کابین‌ها نمای زیبایی از شهر و طبیعت چشم‌نواز اطراف دیده می‌شود.
نام قدیم این منطقه که هم‌اکنون به محله‌ای در لاهیجان اطلاق می‌گردد کوبیجار است.
طرحی برای اتصال بام سبز به دریای خزر در حال اجرا است.